# Ис-сюр-Тий (кантон)
Ис-сюр-Тий (фр. Is-sur-Tille) — кантон во Франции, находится в регионе Бургундия. Департамент кантона — Кот-д’Ор. Входит в состав округа Дижон. Население кантона на 2006 год составляло 12 151 человек.
Код INSEE кантона — 2117. Всего в кантон Ис-сюр-Тий входят 24 коммуны, из них главной коммуной является Ис-сюр-Тий.

## Коммуны кантона
- Авланж — население 44 чел.
- Шенье — население 481 чел.
- Куртиврон — население 169 чел.
- Кресе-сюр-Тий — население 177 чел.
- Дьене — население 252 чел.
- Эшван — население 193 чел.
- Эпаньи — население 255 чел.
- Фласе — население 163 чел.
- Жемо — население 795 чел.
- Ис-сюр-Тий — население 3824 чел.
- Люкс — население 514 чел.
- Марсийи-сюр-Тий — население 1485 чел.
- Маре-сюр-Тий — население 328 чел.
- Марсанне-ле-Буа — население 718 чел.
- Молуа — население 223 чел.
- Пишанж — население 246 чел.
- Пуазёль-ле-Со — население 57 чел.
- Со-ле-Дюк — население 250 чел.
- Спуа — население 284 чел.
- Тарсюль — население 152 чел.
- Тиль-Шатель — население 940 чел.
- Верно — население 77 чел.
- Вильконт — население 240 чел.
- Вилле-сюр-Тий — население 284 чел.